# Slavonski Šamac
Slavonski Šamac (do roku 1931 pouze Šamac, pak až do roku 1971 Šamac Slavonski) je vesnice a správní středisko stejnojmenné opčiny v Chorvatsku v Brodsko-posávské župě. Nachází se blízko hranic s Bosnou a Hercegovinou. Je de facto částí bosenského města Šamac (též Bosanski Šamac), od něhož je Slavonski Šamac oddělen státní hranicí a řekou Sávou. V roce 2011 žilo v celé opčině 2 169 obyvatel.
Opčina se dělí na dvě sídla. Zajímavostí je, že Slavonski Šamac je tím menším ze dvou sídel, která opčinu tvoří; žije v něm 996 obyvatel, kdežto ve větší připadající vesnici Kruševica jich žije 1 173. Kromě těchto dvou vesnic se na území opčiny nacházejí i osady Malice, Naselje Mostogradnja a Zberaje.
Opčinou procházejí státní D7 a D520. Nachází se zde silniční a železniční hraniční přechod Bosanski – Slavonski Šamac a most přes řeku Sávu.